# (345) Терцидина
(345) Терцидина (лат. Tercidina) — астероид главного пояса, принадлежащий к тёмному спектральному классу C. Он был открыт 23 ноября 1892 года французским астрономом Огюстом Шарлуа в обсерватории Ниццы. Происхождение названия неизвестно.

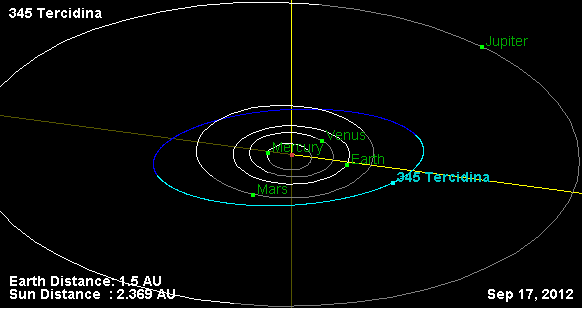
Орбита астероида Терцидина и его положение в Солнечной системе

Покрытие звёзд астероидом наблюдалось дважды: первый раз 17 сентября 2002 года, когда астероид прошёл на фоне относительно яркой звезды 5,5 m звёздной величины, а второй раз 15 ноября 2005 года. На основании этих наблюдений был определён примерный размер астероида, в первом случае он составил 111 × 90 км, во втором — 126 × 111 км, причиной не совпадения результатов могут являться как ошибки наблюдений, так и различная ориентация астероида в момент покрытия.